# Submotion Orchestra
Submotion Orchestra è un gruppo musicale nato nel 2009 a Leeds, nel Regno Unito.

## Storia
Il progetto è nato a seguito dell'iniziativa dello York Arts Council, che richiese ai membri fondatori Tommy Evans e Dom "Ruckspin" Howard di comporre un brano classico/dub da eseguire nella Cattedrale di York nel 2009. A seguito del successo della composizione, Evans e Howard diedero vita al gruppo di sette elementi con Ruby Wood (voce), Dom Howard aka Ruckspin (produttore), Tommy Evans (percussioni), Taz Modi (tastiere), Simon Beddoe (tromba), Danny Templeman (percussioni) e Chris 'Fatty' Hargreaves (basso).
L'album di debutto Finest Hour è stato pubblicato nel 2011 dalla Ranking Records, seguito l'anno successivo dal secondo album Fragments. I due album successivi furono pubblicati da parte della Counter Records, con Alium nel 2014 e Colour Theory nel 2016. Il quinto album Kites è stato pubblicato nel 2018 da SMO Recordings.

## Stile musicale
La musica dei Submotion Orchestra è una combinazione di bass, soul, ambient electronica, jazz, e dub.

## Formazione
- Ruby Wood: voce
- Dom 'Ruckspin' Howard: produttore
- Tommy Evans: percussioni
- Taz Modi: tastiere
- Simon Beddoe: tromba
- Danny Templeman: percussioni
- Chris 'Fatty' Hargreaves: basso

## Discografia
Album in studio
- 2011: Finest Hour
- 2012: Fragments
- 2014: Alium
- 2016: Colour Theory
- 2018: Kites